# Takebe Kenkō
En aquest nom japonès, el cognom és Takebe.
Takebe Kenkō (japonès: 建部, 賢弘)  (Edo, 1664 - Edo, 24 d'agost de 1739), conegut normalment com a Takebe Katahiro, va ser un matemàtic japonès del període Edo.

## Vida
Coneixem dades preicises de la vida de Takebe Kenkō, gràcies a les anotacions biogràfiques de la família Takebe que va escriure el seu germà, 建部賢明 (Takebe Kataaki o Kenbe) (1661-1716). Malauradament, aquestes notes s'interrompen el 1715, un any abans de la mort de Kataaki.
Va ser adoptat per Hōjō Gengoemon, un vassall del futur shōgun Tokugawa Ienobu, però anys després és forçat pel seu pare adoptiu a abandonar la família, tot i que conserva el seu prestigi i la seva feina sota Tokugawa Ienobu. Cap al 1678, ell i el seu germà Kataaki, interessat per les matemàtiques, ingressen a l'escola de Takakazu Seki, de qui seran ferms defensors. Amb l'ascens espectacular de Tokugawa Ienobu, fins a ser nomenat shōgun el 1709, Takebe Kenko forma part del cercle íntim de l'home més poderós del Japó. Takebe, doncs, va ser nomenat samurai del shogunat el 1703 quan servia com a funcionari del departament de cerimònies.
En arribar al shogunat Tokugawa Yoshimune, el 1716, tots els antics funcionaris són deposats, però Takebe només trigarà uns pocs anys a reincorporar-se. El 1719 va dibuixar un mapa del Japó, en el que havia treballat durant quatre anys i que va ser força reconegut. En aquesta darrera etapa de la seva vida, Takebe farà de cartògraf, de conseller reial i de matemàtic responsable del calendari.

## Obra
El 1683, juntament amb el seu germà i Takakazu Seki. va emprendre el projecte d'escriure una enciclopèdia amb tots els coneixements matemàtics. El 1710, el seu germà Kataaki va acabar el projecte amb la publicació del volum número 20 del Taisei sankei (Clàssic comprensiu de les matemàtiques).
A part de la seva col·laboració en aquesta enciclopedia, va escriure diverses obres matemàtiques:
- Kenki Sanpo (1683)
- Hatsubi Sanpo Endan Genkai (1685)
- Sangaku Keimó Genkai Taisei (1690)
- Tetsujutsu Sankei (1722)
- Fukyiu Tetsijutsu (1722)
- Koritsu (data desconeguda)
- Enri Kojaijutsu (data desconeguda)
- Sanreki Zakkó (data desconeguda)

En el Tetsujutsu Sankei consta com la primera persona a fer servir el mètode d'extrapolació de Richardson, dos-cents anys abans que el mateix Lewis Fry Richardson. Usà aquest mètode per trobar una aproximació de π correcta fins al 41è decimal.

## Llegat
L'any 2009, coincidint amb el cinquantenari de la seva fundació, la Societat Matemàtica del Japó, va establir els Premis Takebe per encoratjar els joves matemàtics.